# Герріт Каувенар
Герріт Каувенар (нід. Gerrit Kouwenaar, *9 серпня 1923, Амстердам, Нідерланди — 4 вересня 2014) — нідерландський поет-експериментатор, прозаїк, журналіст, перекладач.

## Біографія і творчість
Герріт Каувенар дебютував у підпільній пресі окупованої Голландії. Після ІІ Світової війни багато перекладав (Сартр, Брехт, Дюрренматт, Петер Вайс, Джон Осборн, Теннессі Вільямс, Гарольд Пінтер, Стоппард та ін.), займався журналістикою. Був близький до групи COBRA. Поряд з Хюго Клаусом і Люсебертом належить до визначних представників покоління поетів-п'ятидесятників у нідерландській літературі.
Вірші Г. Каувенара перекладені багатьма мовами світу. Сам літератор є лауреатом численних премій, включаючи премії М. Нейгофа (1967) і П. К. Гофта (1970), Нідерландську державну премію з літератури (1971), Нідерландську літературну премію (1989).

## Книги

### Поезія
- 1949 — Goede morgen haan
- 1953 — Achter een woord
- 1956 — Hand o.a.
- 1960 — De stem op de 3e etage
- 1960 — Gedichten 1960
- 1961 — Weg verdwenen
- 1962 — Zonder kleuren
- 1962 — Zonder namen
- 1964 — Sinaia
- 1965 — Autopsie/anoniem
- 1969 — Honderd gedichten
- 1971 — Data/decors
- 1974 — Landschappen en andere gebeurtenissen
- 1978 — Volledig volmaakte oneetbare perzik
- 1982 — Gedichten 1948—1978
- 1982 — Het blindst van de vlek
- 1987 — Het ogenblik: terwijl
- 1991 — Een geur van verbrande veren
- 1996 — De tijd staat open
- 1998 — Helder maar grijzer: gedichten 1978—1996
- 1998 — Een glas om te breken
- 2002 — Totaal witte kamer'
- 2005 — Het bezit van een ruïne

### Проза
- 1946 — Uren en sigaretten (повісті)
- 1950 — Negentien-nu (роман)
- 1951 — Ik was geen soldaat (роман)
- 1956 — Val, bom
- 1957 — De ondoordringbare landkaart
- 1958 — Het gebruik van woorden
- 1964 — St. Helena komt later
- 1989 — Een eter in het najaar
- 1993 — Er is geen elders waar het anders is